# Sant Urcise
Sant Urcise (en francès Saint-Urcize) és un municipi francès, situat a la regió d'Alvèrnia-Roine-Alps, al departament de Cantal. Està situat a l'Aubrac i compta amb una petita estació d'esquí.